# Maïlys Maronne
Maïlys Maronne (* 1991) ist eine französische Jazzmusikerin (Piano, Keyboard, Synthesizer, auch Stimme, Komposition).

## Leben und Wirken
Maronne wuchs in der Auvergne in einer sehr musikalischen und musikliebenden Familie aufgewachsen. Ihr Vater, ein Amateurgitarrist, gründete 1998 zusammen mit seiner Frau das Festival „Jazz dans le bocage“. 2008 zog sie nach Toulouse, um Jazzpiano und klassische Komposition an der Universität Le Mirail zu studieren (Bachelorabschluss 2011). Daneben organisierte sie ihre ersten Projekte (TLG Trio, Boson Septet, XXElles, Habemus Tam-Tam) mit verschiedenen Musikern der Toulouser Szene. Dann wechselte sie an das Konservatorium für Jazz und aktuelle Musik in Tarbes, um ihre Ausbildung bei Pierre Dayraud und Laurent Carle bis zum DEM fortzusetzen. 2014 zog sie nach Paris, um dort bis 2017 am Pôle Sup’93 das nationale höhere Berufsdiplom für Musiker (DNSPM) im Studiengang Jazz und aktuelle Musik bei Bojan Z, Vincent Ségal, Paul Mindy und Magic Malik zu erhalten.
Maronne arbeitete mit Musikern wie Alexandre Herer, Julien Pontvianne, Olivier Laisney, Vincent Sauve, Morgane Carnet, Hilaire Penda, Maxime Zampieri, Sylvain Cathala, Benoît Delbecq, Toma Gouband und Bo Van Der Werf zusammen. Mit ihrer Gruppe Phonem legte sie 2018 beim Label Onze Heure Onze das Album Animus Volandi vor, dem 2023 Geometriks folgte, das zu (inter)nationaler Beachtung führte. Sie gehört zudem zu Magic Maliks Band Fanfare XP, mit der seit 2018 mehrere Alben entstanden sind, und war auch an seinem Album Ka-Frobeat beteiligt.